# Kanto (regio)
Kanto (Japans: 関東地方, Kantō-chihō) is een regio (gewest) van Japan op het eiland Honshu die bestaat uit één metropool en zes prefecturen:
1. Tokio (metropool)
2. Gunma  (hoofdstad Maebashi)
3. Tochigi (hoofdstad Utsunomiya)
4. Ibaraki (hoofdstad Mito)
5. Saitama (hoofdstad Saitama) - maakt deel uit van Groot-Tokio
6. Chiba (hoofdstad Chiba) - maakt deel uit van Groot-Tokio
7. Kanagawa (hoofdstad Yokohama) - maakt deel uit van Groot-Tokio

Kanto vormt het grootste aaneengesloten gebied in Japan dat geschikt is voor landbouw.

## Geschiedenis
Kanto werd de belangrijkste regio van Japan rond 1600, omdat dit het gebied was dat Tokugawa Ieyasu als daimyo had toegewezen gekregen. Hij bouwde zijn kasteel in het kleine vissersdorp Edo. Toen hij shogun werd, werd Edo aldus het bestuurscentrum van Japan. Bij de Meiji-restauratie werd het keizerlijke hof van Kioto naar Edo verplaatst en werd de naam van deze stad veranderd in Tokio.